# Osmia andrenoides
Osmia andrenoides là một loài Hymenoptera trong họ Megachilidae. Loài này được Spinola mô tả khoa học năm 1808.